# Andy Wallace (coureur)

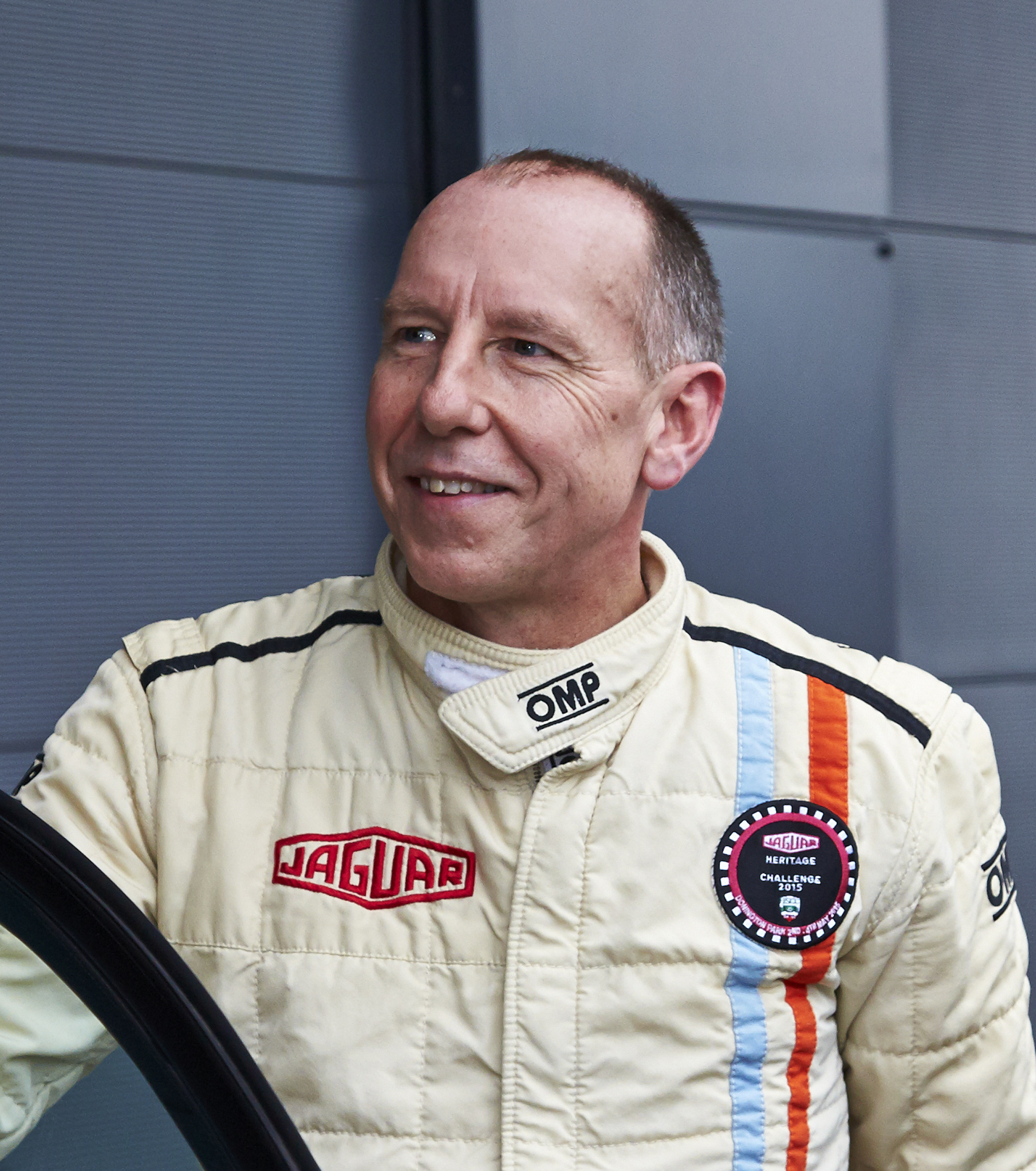
Andy Wallace in 2015.

Andy Wallace (Oxford, 19 februari 1961) is een Brits autocoureur. In 1988 won hij, samen met Jan Lammers en Johnny Dumfries, de 24 uur van Le Mans. Ook won hij driemaal de 24 uur van Daytona en tweemaal de 12 uur van Sebring.

## Carrière
Wallace trad in 1976 toen hij toetrad tot de raceschool van Jim Russell en maakte in 1979 zijn autosportdebuut in het formuleracing in de Formule Ford. Hij bleef tot 1984 actief in deze klasse, waarna hij overstapte naar het Britse Formule 3-kampioenschap. In 1986 werd hij kampioen in deze klasse. Dat jaar won hij ook de Grand Prix van Macau. In 1987 en 1988 nam hij deel aan de Formule 3000 voor de teams Madgwick International en GEM Motorsport.
In 1988 stapte Wallace over naar de sportwagens. Hierin kwam hij voor het fabrieksteam van Jaguar uit in een Jaguar XJR-9 in het World Sportscar Championship (WSC). In zijn eerste poging won hij dat jaar direct de 24 uur van Le Mans, een overwinning die hij deelde met zijn teamgenoten Jan Lammers en Johnny Dumfries. In 1990 werd Wallace vierde in de eindstand van het WSC. Tevens won hij dat jaar zijn eerste 24 uur van Daytona samen met Lammers en Davy Jones.
In 1992 stapte Wallace over naar Toyota, voor wie hij uitkwam in het Amerikaanse langeafstandskampioenschap. In 1992 en 1993 won hij voor deze fabrikant de 12 uur van Sebring, twee overwinningen die hij deelde met Juan Manuel Fangio II. Verder nam hij wederom deel aan het WSC en de 24 uur van Le Mans. In 1994 vestigde hij het wereldsnelheidsrecord met een productieauto: in een McLaren F1 reed hij 386,403 km/h.
In 1995 en 1996 kwam Wallace uit in de BPR Global GT Series voor McLaren. Ook reed hij voor Riley & Scott in het WSC. In 1997 en 1998 kwam hij voor Panoz uit in de FIA GT. In 1997 won hij zijn tweede 24 uur van Daytona voor Riley & Scott, samen met Elliott Forbes-Robinson, John Schneider, Rob Dyson, John Paul jr., Butch Leitzinger en James Weaver. Ook in 1999 won hij de race, ditmaal enkel met Leitzinger, Forbes-Robinson en Dyson als co-coureurs.
Tussen 1999 en 2010 nam Wallace bijna ieder jaar deel aan de 24 uur van Le Mans voor de merken Audi, Cadillac, Bentley, Dome, Zytek en Lola. Ook reed hij voor deze merken in de American Le Mans Series. In 2016 reed hij zijn laatste races in de Le Mans Classic, die hij winnend afsloot. In 2019 zette hij in een Bugatti Chiron Super Sport 300+ een officieus wereldsnelheidsrecord neer. Hij reed 490,484 km/h, maar deze poging werd niet erkend omdat hij maar één kant op reed; een poging is pas officieel als er twee kanten op gereden wordt.